# 东大街 (丰台区)
东大街，是北京市丰台区中心地区的南北向主要大街。

## 简介
东大街北起丰台北路万丰桥，与万丰路连接，南到铁路北侧与正阳大街相接。1935年，日军强占丰台火车站。1935年起，驻丰台的日军在铁路以北拆毁21个自然村，修建兵营两座，分别称东仓库、西仓库（现中央军委后勤保障部直属供应保障局），占地面积约5平方公里。并沿仓库东西两侧各修土路一条，即今东大街和程庄路。中华人民共和国成立后，东大街进行了多次改造，并铺设柏油，成为柏油路。根据北京市交通规划中的万寿路南延工程规划，东大街向南将来规划穿过铁路，南接造甲街，再向南可至科怡路、丰科路、丰园路、芦东路。
东大街东西两侧多为居民小区。2014年，丰台街道对东大街东里社区、东大街西里社区进行了综合整治，对楼体进行了抗震加固和节能改造。
东大街北口有北京地铁14号线、北京地铁9号线的七里庄站。东大街中段有北京地铁9号线的丰台东大街站，该站因东大街而得名。